# Schadenmanagement
Der Begriff Schadenmanagement bezieht sich auf die organisierte Bewältigung von Schäden, insbesondere bei Versicherungen, Mietwagenverleihern, Leasinggesellschaften oder Speditionen. 

## Arten
Dabei werden zwei Arten unterschieden: 
- Schadenmanagement als unternehmerische Steuerungsaufgabe; in Versicherungsunternehmen wird diese Bezeichnung gerne für die Organisationseinheit (Abteilung, Team) gewählt, welche die Arbeitsabläufe der Schadenabteilung festlegt.
- Schadenbearbeitung im Einzelfall. Unter Schadenbearbeitung versteht die Versicherungswirtschaft alle Tätigkeiten, die mit der Bearbeitung und Abwicklung von Schadensfällen (Schadenregulierung) zusammenhängen. Das Schadenmanagement ist zu den betrieblichen Leistungsprozessen zu zählen und stellt einen bedeutenden Bestandteil der Versicherungsproduktion dar. Es umfasst alle Geschäftsprozesse von der Aufnahme des Schadens über die Sachstandsermittlung bis zur Auszahlung bzw. Naturalersatz.

## Der Prozess des Schadenmanagements
Je nach Sparte und Unternehmen verläuft der Prozess des Schadenmanagements unterschiedlich. Einige grundlegende Bearbeitungsschritte lassen sich jedoch verallgemeinern:
1. Schadenanlage
  - Ausschluss Doppelanlage
  - Aufnahme der Schadenmeldung
  - Anlage einer Schadenakte
  - Prüfung des Versicherungsschutzes
2. Schadenbearbeitung

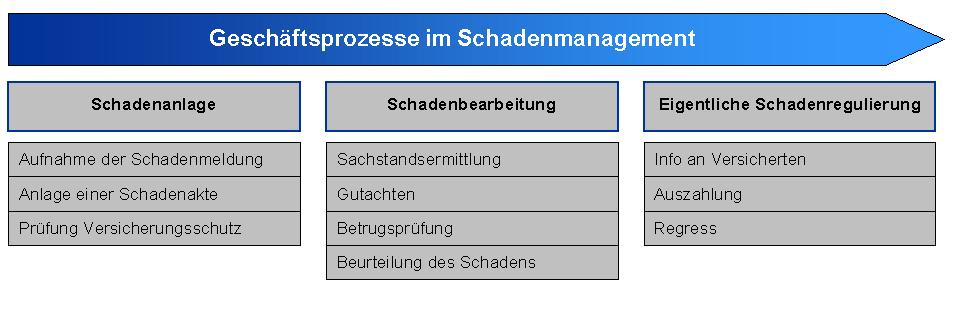
Prozess des Schadenmanagements

  - Erfassen von Aussagen von Versicherungsnehmer, Geschädigten, Zeugen etc.
  - ggf. Einholen von Gutachten durch Sachverständige, Ärzte etc.
  - Betrugsprüfung
  - Beurteilung des Schadens durch Sachbearbeiter
3. Schadenregulierung/Exkasso
  - Information des Versicherten über das Ergebnis der Beurteilung
  - Anweisung der Zahlung bzw. des Naturalersatzes
  - Regress

## IT-Systeme
Bei vielen Versicherungsunternehmen werden im Schadenmanagement noch historisch gewachsene, proprietäre Softwaresysteme eingesetzt, bei denen eine Bearbeitung „aus einem Guss“ nicht möglich ist. Neuere Softwarelösungen nutzen die Möglichkeiten moderner Internet-Technologien. Web-basierte Systeme ermöglichen es allen an der Schadenbearbeitung Beteiligten, wie z. B. Callcenteragents, Außendienstler, Schadenbearbeiter und Gutachtern, mit der gleichen Softwareplattform zu arbeiten.
Innovative Software-Systeme arbeiten dabei dynamisch-objektorientiert (= dynamisch-objektorientiertes Schadenmanagement), d. h. die Systeme vernetzen logisch zusammenhängende Prozesse zu dynamischen Objekten: Abwicklungsschritte innerhalb eines Schadens und aus verschiedenen Schadensfällen, die zu einem bestimmten Zeitpunkt Schnittpunkte aufweisen, werden zu einem Bearbeitungs-Cluster zusammengefasst. Der Schadenbearbeiter erhält über das System immer neue Bearbeitungsbündel gleicher Art / Charakteristika: Auf diese Weise vereinfachen und beschleunigen solche Systeme die Abwicklung, verhindern Doppelarbeiten und senken dadurch die entstehenden Kosten. 